# La famiglia Addams
La famiglia Addams (in inglese The Addams Family) è un gruppo di personaggi creato da Charles Addams a partire dal 1938 e protagonista di una serie di vignette che dagli anni sessanta hanno ispirato la realizzazione di opere in diversi altri media come serie televisive, cartoni animati, lungometraggi, oltre a vario merchandising comprendente tra l'altro: arcade game (tra cui il flipper più venduto della storia), videogiochi, giochi da tavolo, action figures, dischetti per sistema View-Master, ecc.
Il motto di famiglia è «Sic gorgiamus allos subjectatos nunc» (latino maccheronico: «Con delizia banchettiamo di coloro che vorrebbero assoggettarci»).
Ben Cosgrove di Life ha paragonato la famiglia Addams alla famiglia Roosevelt e alla famiglia Kennedy, in quanto parte del panorama statunitense, tanto che "è difficile discutere la storia del paese, i suoi alti e bassi o la sua eredità complessa e spesso contraddittoria senza menzionarli".

## Storia

### Le vignette di Charles Addams
La prima apparizione di quella che sarà in seguito conosciuta come la famiglia Addams (The Addams Family) risale agli anni trenta del XX secolo, quando Charles Addams pubblica una serie di vignette umoristiche sul settimanale The New Yorker. Si tratta di vignette singole, con una battuta unica, in cui Addams sviluppa gradualmente, singolarmente i personaggi, che inizialmente non hanno un nome, a partire dal 1938, presentandoli come una "famiglia" solo molti anni più tardi.
(Charles Addams)
La famiglia sembra essere l'ultimo ramo superstite del più vasto clan degli Addams originario. Molti altri famigliari Addams sono sparsi per il mondo. Charles Addams trasse ispirazione dalla sua città natale, Westfield, nel New Jersey, una zona piena di ville vittoriane e vecchi cimiteri. In ogni caso la maggior parte della comicità delle vignette deriva dai macabri interessi dei protagonisti, che non sono comunque malvagi. Si tratta di una famiglia ampia e molto affiatata. Morticia è una madre esemplare, tra lei e Gomez è rimasta accesa la passione. Nel creare la serie televisiva originale, gli autori hanno voluto che Morticia chiamasse affettuosamente il marito "bubola" (nell'originale con il termine yiddish "bubbeleh", che significa "ragazzino"), quando lui le bacia le braccia in risposta alle parole francesi pronunciate dalla moglie (non importa quali, qualsiasi termine francese va bene). I due genitori sostengono e proteggono i loro figli. L'intera famiglia è amichevole e ospitale con i visitatori, in qualche caso ben disposta a donare grandi somme di denaro per qualsiasi causa (così nelle serie televisive e nei film), a dispetto dell'orrore che provano i visitatori nei confronti del peculiare stile di vita degli Addams.
Charles Addams divenne un vignettista del New Yorker, con una vignetta su un lavavetri, il 6 febbraio 1932. Le sue vignette vennero pubblicate regolarmente dal 1938, quando disegnò la prima vignetta con quella che sarebbe stata chiamata "famiglia Addams", fino alla sua morte avvenuta nel 1988. I primi personaggi di quella che diverrà la famiglia Addams ad apparire sono Morticia e Lurch, in una vignetta datata 6 agosto 1938. Sempre nel 1938 compare per la prima volta anche il personaggio che sarà in seguito chiamato The Thing, divenendo Mano nel doppiaggio italiano, ma che inizialmente non è affatto una mano, ma una persona di cui scorgiamo solamente la parte superiore del busto, che osserva la famiglia ai margini delle vignette.
Nel 1946 Charles Addams conobbe lo scrittore di fantascienza Ray Bradbury dopo aver disegnato un'illustrazione per un suo racconto dal titolo Homecoming, pubblicato sulla rivista Mademoiselle, il primo di una serie su una famiglia di mostri dell'Illinois, gli Elliott.
Bradbury e Addams divennero amici e progettarono di collaborare a un libro sulla storia della famiglia Elliott, con Bradbury che scriveva i testi e Addams che ne disegnava le illustrazioni, ma il progetto non si concretizzò mai. Le storie sulla famiglia Elliott di Ray Bradbury furono raccolte nel libro Ritornati dalla polvere (From the Dust Returned) del 2001 con una continuità narrativa. Bradbury, nel volume, raccontava il lavoro svolto assieme a Charles Addams e l'illustrazione stampata su Mademoiselle fu usata per la copertina del libro. In ogni caso i personaggi di Charles Addams vennero perfezionati proprio nel periodo del loro incontro.
In un'intervista del 2001 Bradbury afferma che Addams " ha fatto a modo suo, creando la famiglia Addams, e io ho proseguito per la mia strada creando la mia famiglia in questo libro".

### La famiglia Addams(serie televisiva 1964-1966)

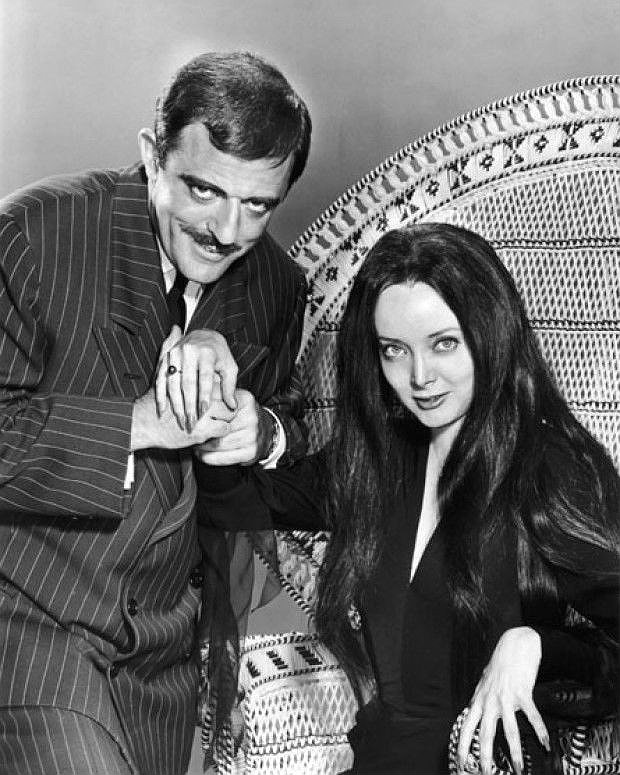
John Astin e Carolyn Jones nei panni di Gomez e Morticia nel 1964

Nel 1964 il canale televisivo statunitense ABC creò la serie televisiva La famiglia Addams, basata sui personaggi delle vignette di Charles Addams, girata in bianco e nero e trasmessa per due stagioni costituite da 64 episodi di mezz'ora dal 18 settembre 1964 al 2 settembre 1966.
La serie venne creata da David Levy, con l'intento di mantenere lo stile originale delle vignette di Charles Addams. Il carattere della serie venne conferito dal produttore Nat Perrin, che era un amico di Groucho Marx, nonché autore di numerosi film dei Fratelli Marx, e la serie infatti presenta uno stile umoristico simile a quello dei loro film. Perrin creò le idee della storia, diresse un episodio e riscrisse ogni sceneggiatura. La serie presenta una satira nei confronti della politica, del sistema legale, del rock 'n' roll e della Beatlemania e di Hollywood. Il telefilm inoltre presenta una coppia molto affiatata, Morticia e Gomez, che sembra essere la prima nella storia della televisione statunitense ad avere una vita sessuale.
Per i personaggi, che fino ad allora non avevano avuto alcun nome, Charles Addams propose una serie di nomi, talvolta più d'uno per ogni personaggio. Così per il marito e padre della famiglia vennero proposti Gomez e Repelli e la produzione e John Astin scelsero il primo. Per il figlio venne inizialmente proposto il nome di Pubert, che però la produzione rifiutò, perché giudicato sconveniente, optando invece per Pugsley.
Durante la serie televisiva l'editore del New Yorker, William Shawn, si rifiutò di pubblicare qualsiasi vignetta della famiglia Addams, anche se continuò a pubblicare altre vignette di Charles Addams. Shawn riteneva che il suo giornale fosse rivolto a un pubblico di lettori più raffinati di quello televisivo e non voleva che questi venisse in alcun modo associato ai personaggi che si vedevano in televisione. Dopo il ritiro di Shawn, avvenuto nel 1987, The New Yorker è tornato a pubblicare le vignette con protagonista la famiglia Addams.

### Speciale Scooby(1972)
Il 23 settembre 1972 viene trasmesso il terzo episodio della prima stagione di Speciale Scooby (The New Scooby-Doo Movies), seconda serie animata dedicata al celebre cane Scooby Doo, intitolato Scooby Doo Incontra la Famiglia Addams (Wednesday Is Missing ).
Qui Scooby e i suoi compagni, mentre sono in viaggio, si imbattono nella casa della famiglia Addams, venendo assunti come personale domestico. Dopo che Morticia e Gomez sono partiti in vacanza, Mercoledì scompare e il gruppo della Mistery Inc scopre che la ragazza è stata nascosta da un avvoltoio meccanico utilizzato dai vicini di casa per spaventare gli Addams così da allontanarne la non gradita lugubre presenza.
Nel doppiaggio originale Carolyn Jones, John Astin, Ted Cassidy e Jackie Coogan, riprendono i rispettivi ruoli di Morticia, Gomez, Lurch e Zio Fester, mentre Pugsley viene doppiato da Jodie Foster, che riprenderà la parte anche nella successiva serie animata. Nell'edizione italiana, i nomi dei personaggi vengono per la maggior parte cambiati rispetto alle altre più note versioni italiane dei loro nomi: Morticia diventa Mortisia, Zio Fester è chiamato Zio Bubbone, Pugsley assume il nome di Carlino, Mano di Cosino, Lurch di Agguato, il Cugino Itt diviene il Cugino Ititì. Praticamente l'unico a conservare il proprio nome è Gomez, mentre Mercoledì conserva il suo nome tradotto in italiano.
Dal successo dei personaggi apparsi in questo episodio, scaturirà la serie televisiva animata La famiglia Addams del 1973, come spin-off della serie Speciale Scooby. In questo episodio, così come la serie che ne seguirà, i personaggi sono ispirati direttamente a quelli disegnati da Charles Addams nelle sue vignette per The New Yorker anziché ai personaggi presenti nella serie televisiva live action degli anni sessanta.

### The Addams Family Fun-House(1973)
Alla fine del 1972 l'emittente televisiva statunitense ABC produsse il pilota per un varietà musicale intitolato The Addams Family Fun-House. Il cast comprendeva Jack Riley e Liz Torres, che figuravano anche come autori dello show, nelle parti di Gomez e Morticia; Stubby Kaye in quella di Zio Fester; Pat McCormick come Lurch e Butch Patrick (interprete di Eddie Munster ne The Munsters) come Pugsley. Felix Silla riprese il ruolo del Cugino Itt, creando così un ponte con la serie televisiva originale. Il pilota venne trasmesso nel 1973, ma non ne seguì mai una serie, il programma venne così trasmesso dalle varie emittenti che lo finanziarono in syndication tra il 1973 e 1974 come speciale televisivo.

### La famiglia Addams(serie animata 1973-1975)

Logo della serie animata

La prima serie televisiva animata venne trasmessa il sabato mattina dal 1973 al 1975 sul canale televisivo statunitense NBC. A differenza della serie originale, il cartone animato vede gli Addams girare on the road a bordo di un camper in stile vittoriano, più grande all'interno e dotato persino di un immenso sotterraneo. La serie stabilisce nuovi rapporti di parentela rispetto alla serie televisiva originale, i medesimi che saranno ripresi negli anni novanta: Fester ora è il fratello di Gomez, la Nonna è la madre di Morticia.
Il doppiaggio originale prevedeva che Jackie Coogan e Ted Cassidy riprendessero i loro ruoli (rispettivamente di Fester e Lurch); John Astin e Carolyn Jones invece non ripresero i loro ruoli e vennero sostituiti dai doppiatori abituali dei cartoni Hanna-Barbera: Lennie Weinrib nella parte di Gomez e Janet Waldo (che nell'episodio di Special Scooby aveva doppiato la Nonna) in quella di Morticia, mentre Jodie Foster, che allora aveva dieci anni, prestò la voce a Pugsley. I personaggi vennero raffigurati molto somiglianti agli originali protagonisti delle vignette di Charles Addams.
Venne prodotta una sola stagione, mentre una seconda consisteva di repliche. Fu inoltre prodotta una serie di libri a fumetti legati alla serie, ma ne vennero pubblicate solamente tre uscite. La sigla della serie era completamente differente rispetto a quella del telefilm e non comprendeva né testo né lo schioccare delle dita, anche se manteneva il riff di quattro note della serie televisiva originale.

### Halloween con la famiglia Addams(film 1977)

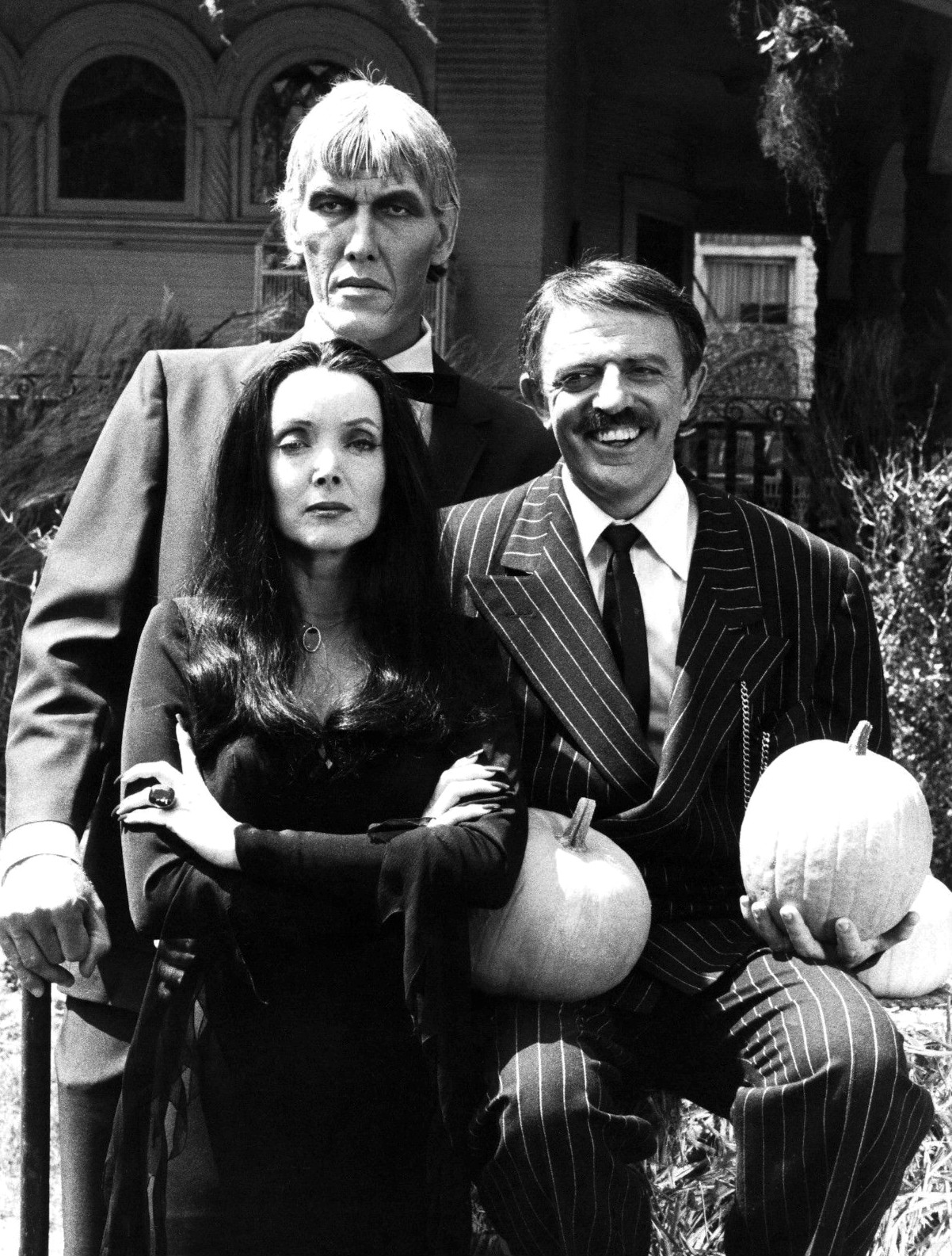
Foto di scena del film Halloween con la famiglia Addams

Grazie alla distribuzione della serie originale in syndication, durante gli anni settanta la famiglia Addams godeva ancora di una buona popolarità, accresciuta anche dalla serie animata targata Hanna-Barbera del 1973. Questo spinse Charles Fries a tentare la strada di una nuova produzione televisiva in live-action. Il film venne perciò prodotto intenzionalmente come pilota per una nuova serie della famiglia Addams, così da tastare il terreno e decidere in base al risultato di critica e pubblico. Nonostante l'ampia campagna pubblicitaria che aveva preceduto la trasmissione, la reazione non fu però positiva e perciò nessuna serie televisiva seguì effettivamente il film.
Nel film riappare quasi al completo il cast della serie televisiva originale del 1964. Riprendono il loro ruolo Carolyn Jones (Morticia Addams e la di lei sorella Ofelia Frump), John Astin (Gomez Addams), Ted Cassidy (Lurch e Mano), Jackie Coogan (Zio Fester), Felix Silla (il Cugino Itt). Lisa Loring e Ken Weatherwax riprendono i loro ruoli, rispettivamente di Mercoledì e Pugsley, ma nella versione adulta, mentre i piccoli Mercoledì e Pugsley, loro figli, sono interpretati da Jennifer Surprenant e Ken Marquis. La Nonna Addams viene invece impersonata da Jane Rose, in sostituzione di Blossom Rock, troppo anziana per riprendere il ruolo.

### La famiglia Addams(film 1991)
Nei primi anni Novanta la Orion Pictures, che aveva ereditato i diritti del franchise, decide di sviluppare una versione cinematografica con protagonista la famiglia Addams, prodotto da Scott Rudin e diretto da Barry Sonnenfeld, al suo esordio come regista: La famiglia Addams (The Addams Family, 1991).
Il film ebbe una vicenda produttiva travagliata a causa dei problemi finanziari dello studio, che alla fine cedette i diritti sul film per gli Stati Uniti alla Paramount Pictures. Il film infatti costò alla produzione 5 milioni di dollari in più rispetto al budget inizialmente stabilito, a causa delle continue riscritture della sceneggiatura durante le riprese. Problemi di salute afflissero il personale coinvolto nelle riprese e lo stress colpì lo stesso Sonnenfeld, causando numerose cancellazioni. La Orion fu così costretta a cederlo alla Paramount che ne completò la produzione e provvide alla distribuzione negli USA, mentre la Metro-Goldwyn-Mayer si prese carico della distribuzione internazionale. Il film ricevette un'accoglienza discontinua da parte della critica, mentre fu un vero successo commerciale, coprendo ampiamente le spese di produzione, e fu seguito dal sequel La famiglia Addams 2 (Addams Family Values) due anni più tardi.
Il produttore Scott Rudin, volle rifarsi per il film allo stile visivo e all'umorismo nero proprio delle vignette originali di Charles Addams, anziché alle produzioni per il piccolo schermo che lo precedettero, in particolare la serie televisiva degli anni sessanta, che egli giudicava superficiale e sciocca, rispetto all'eleganza propria delle vignette. Molti elementi vennero così presi direttamente da esse, compresi alcuni sketch che vengono riproposti molto simili, ma vennero inseriti anche elementi propri del telefilm, cui il pubblico del 1991 doveva ancora sentirsi legato, come ad esempio il tappeto di pelle d'orso che ruggisce e il modo fluente di parlare di Gomez, proprio del personaggio interpretato da John Astin. Un elemento visivamente completamente nuovo fu invece Mano, che qui si muoveva liberamente per casa come un cagnolino, anziché comparire da varie scatole sparse qua e là.
Rudin e Sonnenfeld vollero nel cast Anjelica Huston, nella parte di Morticia, che basò la sua interpretazione sulle caratteristiche dell'amica Jerry Hall, e Raul Julia in quella di Gomez, cui si aggiunsero strada facendo gli altri attori: Christopher Lloyd in quella di Fester; Christina Ricci come Mercoledì; Jimmy Workman come Pugsley; Judith Malina, la fondatrice del Living Theatre, nella parte della Nonna (che qui però diviene la madre di Morticia, anziché di Gomez); Carel Struycken come Lurch; mentre Christopher Hart interpreta Mano.

### La famiglia Addams(serie animata 1992-1993)
In risposta al successo riscosso dal film La famiglia Addams (The Addams Family) del 1991, dal 1992 al 1993 viene trasmessa il sabato mattina sul canale televisivo ABC la seconda serie animata prodotta da Hanna-Barbera. Il cartone animato riprende le caratteristiche del telefilm originale, che vedeva la famiglia Addams alle prese con situazioni comiche nella sua casa. John Astin presta la voce a Gomez, mentre celebrità quali Rip Taylor e Carol Channing danno la voce a Fester e alla Nonna. Doppiatori di lungo corso come Jim Cummings, Debi Derryberry, Jeannie Elias e Pat Fraley prestano rispettivamente la loro voce a Lurch, Mercoledì, Pugsley e il Cugino Itt. I personaggi vengono ridisegnati completamente per la serie, ispirandosi agli originali disegni di Charles Addams. Vengono prodotte complessivamente due stagioni, mentre una terza consiste in repliche. Stranamente nella serie Mercoledì mantiene il proprio carattere macabro così come appare nei film diretti da Barry Sonnenfeld, mentre la sua espressione facciale e il suo linguaggio corporeo ricordano quelli della serie televisiva originale. Come sigla viene utilizzato il tema scritto da Vic Mizzy, anche se in una differente versione.

### La famiglia Addams 2(film 1993)
Visto il successo ottenuto dal film del 1991, La famiglia Addams (The Addams Family), fu messo in cantiere un sequel, diretto anch'esso da Barry Sonnenfeld, La famiglia Addams 2 (Addams Family Values), proiettato nei cinema degli Stati Uniti a partire dal 19 novembre 1993 e distribuito in tutto il mondo dalla Paramount. Godendo di una maggiore libertà, gli sceneggiatori poterono fare uso di un humor maggiormente grottesco, che manteneva molto dello spirito originale delle vignette di Charles Addams, infatti molte gag sono prese direttamente da esse. I due film presentano il medesimo cast a eccezione di Judith Malina, che nel sequel viene sostituita da Carol Kane. Una sceneggiatura per un terzo seguito venne preparata nel 1994, ma il progetto fu abbandonato in seguito alla morte dell'attore Raul Julia.

### La famiglia Addams si riunisce(film 1998)
In seguito al successo dei due film cinematografici La famiglia Addams (The Addams Family) del 1991 e La famiglia Addams 2 (Addams Family Values) del 1993, la Saban acquisì i diritti del marchio della Famiglia Addams per il mercato dell'home video. A causa del deludente risultato di botteghino de La famiglia Addams 2 e della morte di Raul Julia che interpretava Gomez Addams, la Paramount decise di non produrre un terzo film, cosa che fece decidere alla Saban di riavviare la serie. La famiglia Addams si riunisce (Addams Family Reunion, 1998) venne così prodotto dalla Saban in collaborazione con la Warner Bros., affidando la regia a David Payne, che aveva già alle spalle una certa esperienza registica con film horror a basso costo direct-to-video per Roger Corman. Il film fu prodotto quale pilota per la successiva serie televisiva La nuova famiglia Addams (The New Addams Family) e fu trasmesso per inaugurare il canale via cavo di proprietà della compagnia, Fox Family Channel, prima di distribuirlo direct-to-video.
Il cast venne completamente cambiato, dopo che Anjelica Huston e Christopher Lloyd rifiutarono di riprendere i loro ruoli, mentre Christina Ricci e Jimmy Workman erano troppo grandi per interpretare nuovamente i figli degli Addams. I soli attori a riprendere il ruolo già sostenuto nei film della Paramount furono così Carel Struycken nella parte di Lurch e Christopher Hart in quella di Mano. Come nuovi interpreti di Gomez e Morticia furono quindi scelti Tim Curry e Daryl Hannah, affiancati da Pat Thomas nella parte di Fester e Nicole Fugere in quella di Mercoledì, ruolo che riprenderà nella serie televisiva successiva al film.

### La nuova famiglia Addams(serie televisiva 1998-1999)
In seguito alla realizzazione del pilota La famiglia Addams si riunisce, nel 1998 viene prodotta la nuova serie televisiva La nuova famiglia Addams (The New Addams Family). La serie viene girata a Vancouver, in Canada, ed è costituita da 65 episodi (uno in più della serie originale degli anni sessanta) trasmessi tra il 1998 e il 1999 sulla neonata emittente televisiva Fox Family Channel, su cui, durante l'inaugurazione, era già stato trasmesso il film TV. Molte storie vengono riprese dalla serie originale, con l'aggiunta di nuovi e più moderni elementi e sketch. John Astin appare sporadicamente nella serie interpretando il Nonno Addams (padre di Gomez, personaggio introdotto nel film La famiglia Addams si riunisce). Il cast comprende Glenn Taranto nella parte di Gomez, Ellie Harvie in quella di Morticia, Michael Roberds come Fester, Brody Smith come Pugsley, Nicole Fugere (la sola già apparsa nel film TV) come Mercoledì, John DeSantis come Lurch, Betty Phillips come Nonna e Steven Fox come Mano.

### La famiglia Addams(musical 2010)

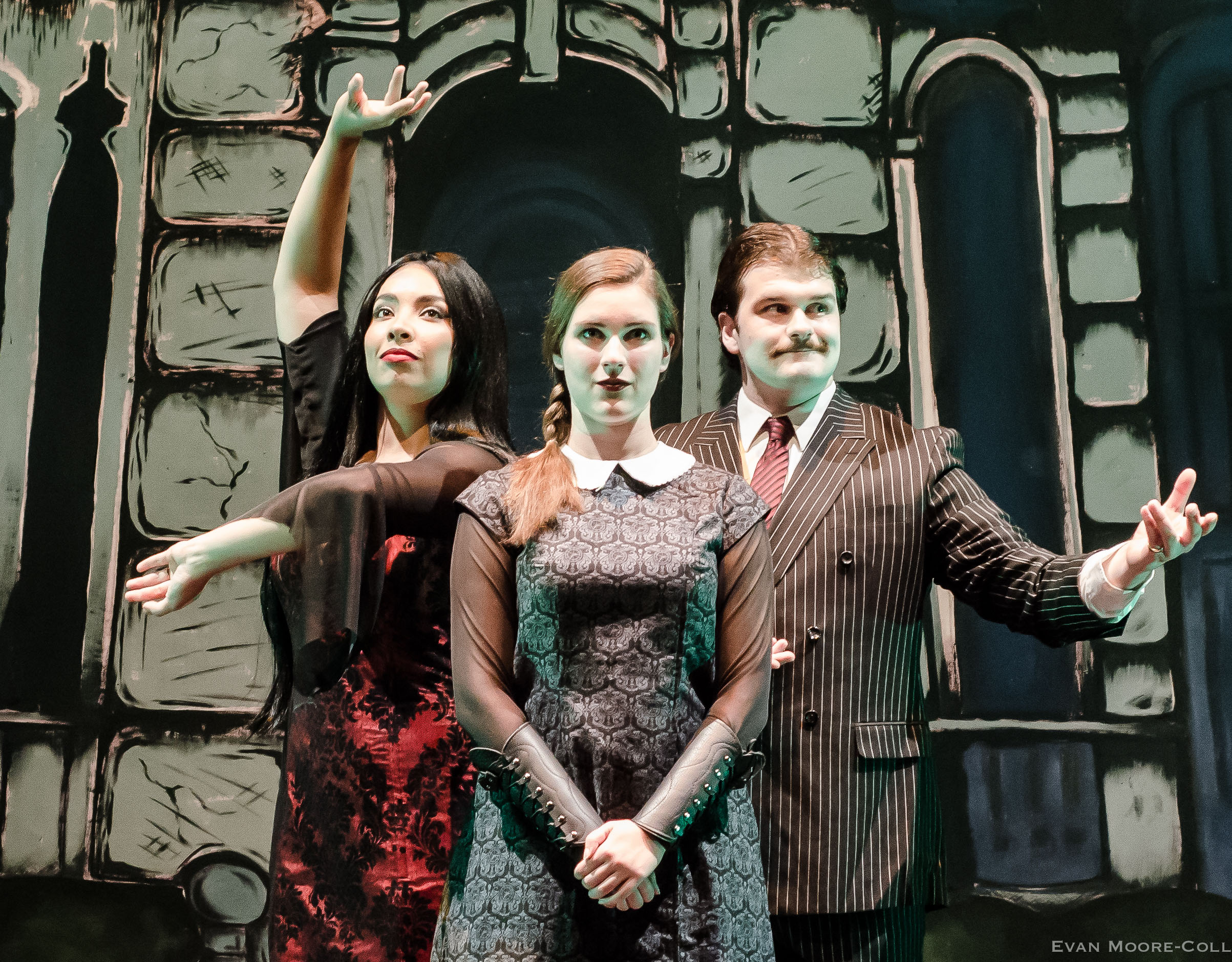
Foto di scena di una rappresentazione del 2016 del musical The Addams Family

Nel maggio del 2007 inizia la produzione del musical The Addams Family, con musiche composte da Andrew Lippa su libretto di Marshall Brickman e Rick Elice. Dopo un'anteprima a Chicago, il 14 dicembre 2009, il musical ha debuttato a Broadway nell'aprile del 2010. Il cast originale comprendeva Nathan Lane, nei panni di Gomez, e Bebe Neuwirth, in quelli di Morticia.
In seguito il musical è stato portato in tournée con una versione rivisitata negli Stati Uniti e in Europa (Regno Unito, Paesi Bassi, Belgio, Francia e Spagna). In Italia il musical è stato rappresentato, con il titolo tradotto La famiglia Addams, per la prima volta nel 2014 con Elio nella parte di Gomez e Geppi Cucciari in quella di Morticia. nel 2018 e nel 2019 è tornato nei teatri italiani con due nuove edizioni, in cui la parte di Gomez è sostenuta in entrambe da Gabriele Cirilli, mentre quella di Morticia nella prima da Jacqueline Ferry e nella seconda da Pamela Lacerenza.
Il musical si è aggiudicato numerosi premi, compresi il Drama League Award e il Drama Desk Award, così come la versione in scena a Chicago ha vinto il Jeff Award e si è aggiudicata le nomination per diversi altri premi.
La trama vede la famiglia impegnata nell'ospitare Lucas Beineke, fidanzato di una Mercoledì cresciuta, ormai diciottenne, e i suoi genitori, Mal e Alice, per cena. Durante la serata le coppie Mal/Alice, Gomez/Morticia e Mercoledì/Lucas, scoppiano. L'intervento di Pugsley riuscirà involontariamente a farle riconciliare, mentre Fester dichiara il suo amore per la Luna, decidendo di spararsi con un razzo sul satellite alla fine della storia. Nella versione originale di Broadway compare anche il personaggio di Berenice, un calamaro gigante cucciolo di casa Addams.

### Progetto per il film instop-motion(2010)
Nel marzo 2010 fu annunciata la realizzazione di un nuovo film con protagonista la famiglia Addams che sarebbe stato realizzato in 3D attraverso la tecnica dello stop-motion per opera del regista Tim Burton. Il film doveva essere prodotto dalla Illumination Entertainment in collaborazione con la Universal, che ne acquisì i diritti nello stesso periodo, e la cui produzione venne data per certa dalla stampa specialistica. La notizia venne in seguito prima confutata dallo stesso Burton, che affermò che "non c'è niente di vero in questa storia", e successivamente confermata da Christopher Meledandri, produttore di Cattivissimo me (Despicable Me, 2010), che annunciò che il progetto era in fase di realizzazione e che Burton ne era coinvolto. Meledandri confermò inoltre che si sarebbe trattato di un film di animazione che avrebbe utilizzato la tecnica a passo uno, così come sarebbe probabilmente stato girato in bianco e nero, ma anche che il progetto era solamente alle prime fasi della pre-produzione. Nel luglio del 2013 il progetto venne ufficialmente annullato.

### La famiglia Addams(film 2019)
Nell'ottobre 2013 la Metro-Goldwyn-Mayer annuncia che la famiglia Addams sarebbe stata riportata in vita con un nuovo film di animazione, affidando la sceneggiatura a Pamela Pettler, la produzione esecutiva ad Andrew Mittman e Kevin Miserocchi, quest'ultimo già autore di un libro sui personaggi di Charles Addams. Nell'ottobre 2017 Conrad Vernon viene ingaggiato quale regista e produttore, unitamente a Berman Braun e Alex Schwarts. Nel giugno 2018 la Metro-Goldwyn-Mayer annuncia ufficialmente che la distribuzione avverrà a partire dall'11 ottobre 2019. Il primo teaser trailer del film è stato diffuso il 9 aprile 2019.
Il nuovo film di animazione è stato realizzato in CGI, diretto da Greg Tiernan e Conrad Vernon, già registi di Sausage Party - Vita segreta di una salsiccia (Sausage Party, 2016). Come doppiatori originali sono stati annunciati, tra gli altri: Oscar Isaac (Gomez), Charlize Theron (Morticia), Chloë Grace Moretz (Mercoledì), Finn Wolfhard (Pugsley), Nick Kroll (Zio Fester), Bette Midler (Nonna) e Allison Janney (Margaux Needler).
In questo nuovo film, la famiglia Addams deve affrontare Margaux Needler, una subdola conduttrice di reality televisivi "consumata dal desiderio dell'assoluta perfezione color pastello della vita suburbana." Ciò accade mentre gli Addams si apprestano a ricevere i parenti per una importante riunione del clan. I registi hanno inoltre anticipato che il film racconterà anche come Gomez e Morticia si siano conosciuti e innamorati.

### La famiglia Addams 2(film 2021)
In seguito al successo del film in animazione CGI del 2019 nella sua prima settimana di proiezione, il 15 ottobre 2019 viene annunciata la produzione di un sequel con il titolo La famiglia Addams 2 (The Addams Family 2), successivamente distribuito per lo streaming e nelle sale cinematografiche statunitensi il 1 ottobre 2021, arrivando in quelle italiane il 28 ottobre dello stesso anno.

### Mercoledì(serie televisiva 2022)

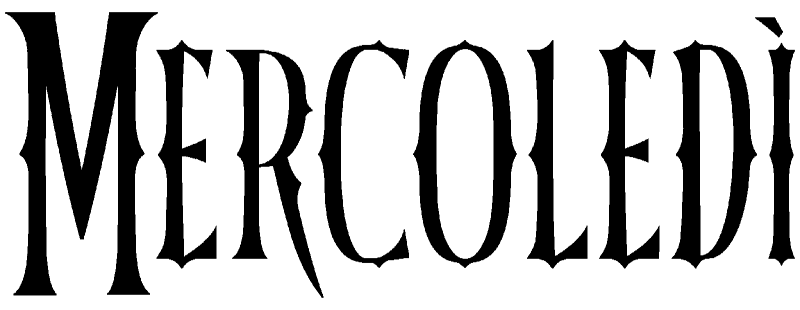
Il logo della serie Mercoledì

Nell'ottobre 2020 viene annunciato un nuovo progetto sulla famiglia Addams prodotto per MGM Television, avente Tim Burton in qualità di regista e Alfred Gough e Miles Millar in qualità di showrunner. Nel febbraio successivo Netflix ordina la produzione di otto episodi. La colonna sonora della serie viene affidata a Danny Elfman.
Il 19 maggio 2021 viene scelta come protagonista nel ruolo di Mercoledì l'attrice Jenna Ortega, mentre nell'agosto dello stesso anno Luis Guzmán viene scelto per il ruolo di Gomez e Catherine Zeta-Jones per quello di Morticia, mentre nel marzo 2022 viene reso noto che Christina Ricci, interprete di Mercoledì nei film del 1991 e del 1993, si è unita al cast.
Le riprese della serie sono iniziate il 13 settembre 2021 a Bucarest, in Romania, e si sono concluse il 30 marzo dell'anno successivo. Il teaser trailer viene diffuso online il 6 giugno 2022. La prima stagione è stata pubblicata Netflix mercoledì 23 novembre 2022. La seconda stagione, le cui riprese si sono svolte nel maggio 2024, in Irlanda, viene distribuita in due parti, la prima il 6 agosto e la seconda il 3 settembre 2025.

## Personaggi
Fin dagli esordi nelle vignette di Charles Addams su The New Yorker, la famiglia Addams era un compendio di umorismo nero e di satira di costume che sbeffeggiava tutte le idiosincrasie e i comportamenti borghesi della società conformista americana. Nella prima serie televisiva una delle componenti più incisive è la reazione dei malcapitati che si trovavano ad avere a che fare con la follia dei personaggi, i quali, invece, malgrado tutto sembravano incarnare modelli sempre positivi e di salda moralità.
La famiglia non ha problemi economici, vivendo di rendita. Nella serie televisiva del 1998 si scopre che la ricchezza della famiglia proviene da un antenato di Gomez, Long John Addams, pirata vissuto nel 1699, anno in cui scrisse le sue memorie, e dal matrimonio con Lady Penelope, alias Silvia la Sanguinaria, piratessa e antenata di Morticia. La famiglia è poi caratterizzata da una serie di "stranezze" peculiari che la distingue dalla famiglia americana media. Per esempio il cibo di cui si nutrono gli Addams è spesso disgustoso o addirittura mortale per un normale essere umano e dimostrano grande interesse verso la tortura, dato che possiedono una camera delle torture e spesso vi fanno ricorso per rilassarsi o per farsi passare il mal di testa.
Nessuno dei personaggi ha inizialmente un nome, a parte The Thing (che più tardi diverrà Mano, nel doppiaggio italiano della serie televisiva), il cui nome appare su un cartello allarmistico posto sul cancello di casa Addams in una vignetta del 1945. I nomi verranno scelti dallo stesso Addams quando emergerà il bisogno di una caratterizzazione più distinta dei vari personaggi. Un primo gruppo di personaggi viene battezzato nel 1962, quando la ditta Aborigenals Ltd. di Manhattan commercializza una linea di bambole ispirate ai personaggi di Charles Addams. Hanno già il loro nome le bambole di Gomez, Morticia e Mercoledì, mentre per il personaggio che più tardi verrà chiamato Pugsley, Addams non ha ancora deciso il nome, e la sua bambola viene pertanto commercializzata con il nome di Irving. Per la produzione della prima serie televisiva, vengono decisi gli altri nomi e vengono definiti con precisione il carattere, l'aspetto e il grado di parentela di ogni singolo personaggio dallo stesso Addams, in una serie di note per la preproduzione della serie nel 1963. Anche il cognome di famiglia viene deciso in questa occasione, dato che inizialmente la Nonna fa di cognome Frump ed è la madre di Gomez, si presume che questo sia il cognome di tutta la famiglia, che poi viene invece deciso di chiamare Addams e Frump diviene il cognome da nubile di Morticia.

### Personaggi principali

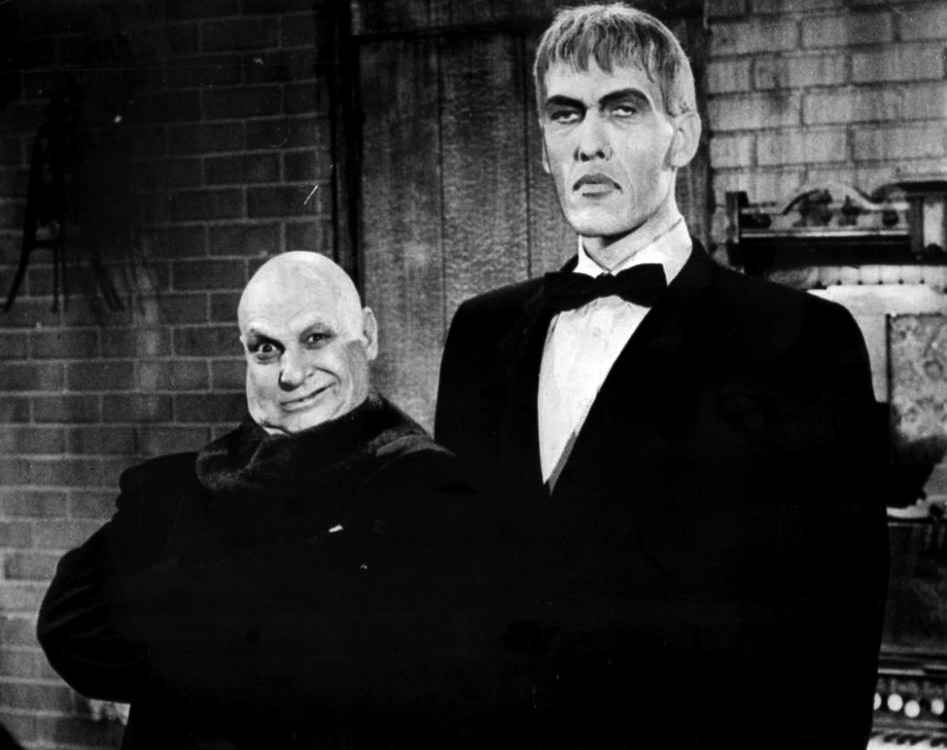
Lo zio Fester e Lurch nella serie degli anni sessanta

- Morticia Addams: fascinosa dark lady, pallidissima e vestita di nero, coltiva rose che poi taglia anziché annaffiarle, gettando il fiore e disponendo nel vaso lo stelo. Il cognome da nubile di Morticia è Frump. Morticia è capace di accendere le candele con il tocco delle punte delle dita e rilassarsi emettendo fumo dal corpo. Inoltre, pare essere immune a strumenti di tortura.
- Gomez Addams: distinto gentiluomo, businessman, amante dei sigari e con l'hobby di far saltare trenini elettrici. Viene descritto come un imprenditore di successo, nonostante in molte occasioni dimostri di non avere nessuna considerazione per il denaro. Per il nome del personaggio vennero inizialmente proposte due scelte, Gomez e Repelli.[13] Fu la produzione, unitamente a John Astin, a optare per la prima proposta.[13]
- Mercoledì Addams (Wednesday Addams): figlia di Gomez e Morticia. Nelle vignette di Charles Addams, è una bambina seria e malinconica. Dorme con le braccia conserte nel suo "letto". Nell'ultima serie televisiva è delineata come estremamente aggressiva: passa il tempo a torturare il fratello Pugsley e dà consigli alla gente su come uccidere in modo disumano, alleva ragni e ha una bambola, "Maria Antonietta" (allusione a Maria Antonietta d'Asburgo-Lorena consorte di Luigi XVI morta decapitata nel 1793) che decapita con una mini ghigliottina. Nei film si trasforma da figlia minore, com'era nella serie originale, a figlia maggiore.
- Pugsley Addams: figlio di Gomez e Morticia. Nelle vignette è un bambino pestifero e iperattivo, con l'hobby di costruire ghigliottine giocattolo e piccole bare, nonché di realizzare versioni in miniatura di catastrofi assortite, e si fa aiutare da Fester con gli esplosivi. Nella serie originale, è il figlio più grande mentre nei film diventa il secondogenito.[52] Per il personaggio, Charles Addams propose inizialmente il nome di Pubert - ripescato successivamente per il film del 1993 La famiglia Addams 2 (Addams Family Value) - ma la produzione scartò il nome preferendovi Pugsley.[13] Riesce a sopravvivere a ferite mortali, spesso prodotte dai tentativi di ucciderlo della sorella.
- Zio Fester (Uncle Fester): nelle vignette originali non è chiara la sua parentela con gli altri componenti della famiglia,[53] mentre nella serie televisiva originale è lo zio di Morticia e prozio di Mercoledì e Pugsley. Nei film gli viene dato il ruolo di fratello di Gomez e quindi cognato di Morticia Addams. Fester può generare elettricità e magnetismo e alimentare una lampadina con la bocca. Inoltre può sopravvivere alle esplosioni. Negli adattamenti italiani dei cartoni animati il nome è stato talvolta cambiato, nell'episodio Scooby Doo incontra la Famiglia Addams della serie Speciale Scooby, viene chiamato Zio Bubbone, mentre nella serie animata del 1973 viene chiamato Zio Ulcera.
- Nonna Addams (Grandmama): è fin dal principio la madre di Gomez,[51] diventando la madre di Morticia nei film di Barry Sonnenfeld e nella serie animata del 1992. Nella serie La nuova famiglia Addams viene chiamata Mamma Addams e Gomez dice che il suo nome è Eudora. Nel Musical, Morticia afferma che è la madre di Gomez, al che lui risponde esterrefatto: "Mia madre? Ma io credevo fosse tua madre!". La Nonna Addams, oltre a creare pozioni con vari effetti, può volare su una scopa.
- Lurch: il maggiordomo di casa Addams. È conosciuto anche per la sua famosa frase: "Chiamatoooo?" (You rang?) quando si presenta dopo il suono del gong. Simile al mostro di Frankenstein, è dotato di forza sovrumana. Ne La nuova famiglia Addams viene infilzato da un tronco d'albero. Ne La Famiglia Addams 2 viene colpito in bocca da una freccetta che subito dopo ingoia, senza ricevere danni o dolori. Sempre nel telefilm del 1998, è detto in modo esplicito che gli Addams hanno trovato Lurch in una bara e che lo hanno costruito su misura con una forma.
- Mano (The Thing): inizialmente si tratta di una presenza non bene identificata di cui scorgiamo solamente la parte superiore del busto e non sappiamo nemmeno se abbia il resto del corpo, disegnata al margine delle vignette fin dal 1938.[10] Solo con la produzione della serie televisiva degli anni sessanta il personaggio viene trasformato in una mano umana maschile senza corpo che compare da vari contenitori e vive in una scatola.[10] Nei film cammina sulla punta delle dita. Contrariamente alla serie originale, che la vede sempre chiusa in una scatola, nei film e nella nuova serie animata si aggira libera pressoché ovunque.
- Cugino Itt (Cousin Itt): un enorme ammasso di capelli che parla in una lingua incomprensibile che però tutti i personaggi sembrano intendere alla perfezione. Contrariamente alla serie originale, nei film prende moglie (una donna normale) con la quale ha anche un figlio con le sue sembianze, cui hanno dato il soprannome di "Cos'è?" (What, dall'esclamazione dell'ostetrica durante il parto).

### Personaggi secondari
La famiglia Addams ha numerosissimi parenti, zii e cugini, che compaiono o vengono spesso nominati tanto nelle vignette originali di Charles Addams quanto nelle varie trasposizioni televisive o cinematografiche.
- Cancello (Gate): è il cancello di casa Addams che dimostra spesso di essere senziente, di afferrare gli ospiti per la coda della giacca, di aprirsi o chiudersi di propria volontà, e persino di piangere quando la famiglia è costretta ad abbandonare la casa nel film La famiglia Addams del 1991.
- Goody Addams: è un'antenata della famiglia Addams, vissuta agli inizi del XVII secolo nella cittadina di Jericho che, ai giorni nostri, ospita la Nevermore Academy, dove hanno studiato Morticia, Gomez e Mercoledì. Appare nella serie televisiva Mercoledì del 2022.
- Nonna Frump: Hester Frump è la madre di Morticia nella serie televisiva degli anni sessanta, dove viene interpretata da Margaret Hamilton. Nella serie televisiva La nuova famiglia Addams viene ribatezzata Griselda Frump, mentre nella serie televisiva Mercoledì torna a chiamarsi Hester Frump. In altre produzioni i personaggi di Nonna Frump e Nonna Addams coincidono.
- Ofelia Frump: è la stralunata sorella di Morticia; caratterizzata da un carattere allegro e solare, indossa una corona di margherite (che spuntano direttamente dalla sua testa) e porta spesso una candela in mano.
- Melancholia Frump: cugina di Morticia; appare solamente nel dodicesimo episodio della prima stagione della serie televisiva degli anni sessanta Morticia la sensale (Morticia, the Matchmaker).
- Enid Sinclair: è una giovane licantropa, compagna di stanza di Mercoledì Addams alla Nevermore Academy.
- Margaret Alford/Addams: inizialmente moglie di Tully Alford, l'avvocato di Gomez, divenuta vedova sposa il Cugino Itt dandogli un erede chiamato Cos'è? (What, nell'originale). Compare solamente nei film di Barry Sonnenfeld La famiglia Addams e La famiglia Addams 2, dove viene interpretata da Dana Ivey.
- Nonno Addams: nonno di Gomez e Fester, oltre che suocero di Mamma Addams.
- Pubert Addams: terzo figlio (se non si contano i due Mercoledì Jr. e Pugsley Jr. comparsi nel film per la televisione del 1977) di Gomez e Morticia. Appare solamente nel film La famiglia Addams 2, il nome era originalmente stato scelto per il personaggio poi chiamato Pugsley, ma scartato dai produttori della serie televisiva degli anni sessanta in quanto considerato troppo "sessuale".[13]
- Mercoledì Jr.: terza figlia di Gomez e Morticia, appare solamente nel film del 1977 Halloween con la famiglia Addams.
- Puglsey Jr.: quarto figlio di Gomez e Morticia, appare solamente nel film del 1977 Halloween con la famiglia Addams.
- Quasimodo Addams: cugino di Morticia, appare nel film del 1991 La famiglia Addams.
- The Wall-Eyed Couple (letteralmente "La coppia dagli occhi strabici"): sono una coppia di coniugi ricorrenti nelle vignette disegnate da Charles Addams fin dagli anni cinquanta, che fanno spesso visita alla famiglia Addams.[54] Non hanno un nome che li identifichi individualmente, né è completamente chiara la parentela con gli Addams.[54] Il marito è alto, stempiato e, appunto, strabico, mentre la moglie è bassa, con i capelli stopposi e un eterno sorriso un po' folle.[54] In un episodio i due hanno un figlio con due teste, ognuna che somiglia a uno dei due genitori.[54]

### Animali domestici

Il leone domestico Kitty Cat nella serie televisiva del 1964-1966

- Ali the alligator: l'alligatore domestico color porpora di casa Addams. Appare nella serie animata del 1973.
- Aristotele: la piovra domestica di Pugsley. È presente nella serie televisiva La famiglia Addams del 1964-1966 e nella serie televisiva del 1998-1999 La nuova famiglia Addams.
- Berenice: il calamaro gigante domestico di casa Addams. Appare nel musical del 2010, nel quale dimostra di provare un'attrazione per Mal Beineke, il padre di Lucas Beineke, il fidanzato di Mercoledì.
- Butcher: il cane mutante di Zio Fester che si nutre di capelli umani biondi. Appare nel film La famiglia Addams si riunisce del 1998.
- Cleopatra: la pianta carnivora di Morticia. Appare nella serie televisiva del 1964-1966 ed è presente anche nello Speciale Scooby del 1972 Scooby Doo Incontra la Famiglia Addams.
- Kitty Cat o Kitty: leone domestico di casa Addams. Appare nella serie televisiva del 1964-1966 e nel film in CGI del 2019. Si trattava del leone ammaestrato di un circo, messo a riposo.[55]
- Gorgo: gorilla maggiordomo. Appare nell'episodio Gli amici del gorilla (Morticia Joins the Ladies League), della prima stagione della serie televisiva del 1964-1966.
- Isolde e Tristan: i piranha domestici degli Addams. Sono presenti nella serie televisiva del 1964-1966.
- Lucifer: la lucertola anolide di Mercoledì. È presente nella serie televisiva del 1964-1966.
- Mr. B: l'avvoltoio domestico di casa Addams che ama appollaiarsi sulla spalla di Morticia. È presente nella serie animata del 1973. Un avvoltoio è inoltre protagonista dell'episodio Scooby-Doo incontra la famiglia Addams della serie Speciale Scooby del 1972.
- Muerto: l'avvoltoio domestico di Zio Fester. È citato nel film del 1991, quando Morticia rivela a Fester che l'avvoltoio è morto, per malinconia, dopo la sua scomparsa nel triangolo delle Bermude. Ne viene mostrata la statua sulla sua tomba, nel cimitero degli Addams.
- Nero: lo scorpione di Mercoledì, che viene ucciso da dei ragazzini bulli quando lei ha sei anni. È presente nella serie televisiva Mercoledì del 2022.
- Ocho: il polpo gigante blu domestico di casa Addams. È presente nella serie animata del 1973.
- Omero o Homer: il ragno domestico di Mercoledì. Appare nella serie televisiva del 1964-1966 e nell'episodio Scooby-Doo incontra la famiglia Addams della serie Speciale Scooby del 1972.
- Orso: un enorme orso bruno, poi diventato orso polare, impagliato, staziona nel soggiorno di casa Addams nelle serie televisive 1964-1966 e del 1998-1999.
- Pelle d'orso: una pelle d'orso polare, in grado di ruggire e mordere gli ospiti degli Addams, staziona nell'ingresso di casa Addams nella serie televisiva del 1964-1966 e nel film in animazione CGI del 2019, mentre nel film di Sonnenfeld del 1991 è steso nella libreria di Gomez.
- Pierre: la testa di alce impagliata presente nella casa degli Addams. Appare nella serie televisiva del 1964-1966 e nell'episodio Scooby-Doo incontra la famiglia Addams della serie Speciale Scooby del 1972.
- Pugsley's Piggy Bank: un vero maiale che Pugsley usa come salvadanaio. Appare nella serie televisiva del 1964-1966.
- Snappy: il coccodrillo domestico di casa Addams. È presente nella serie animata del 1992.
- Zelda: l'avvoltoio domestico di casa Addams. È presente nella serie televisiva del 1964-1966.

## La casa

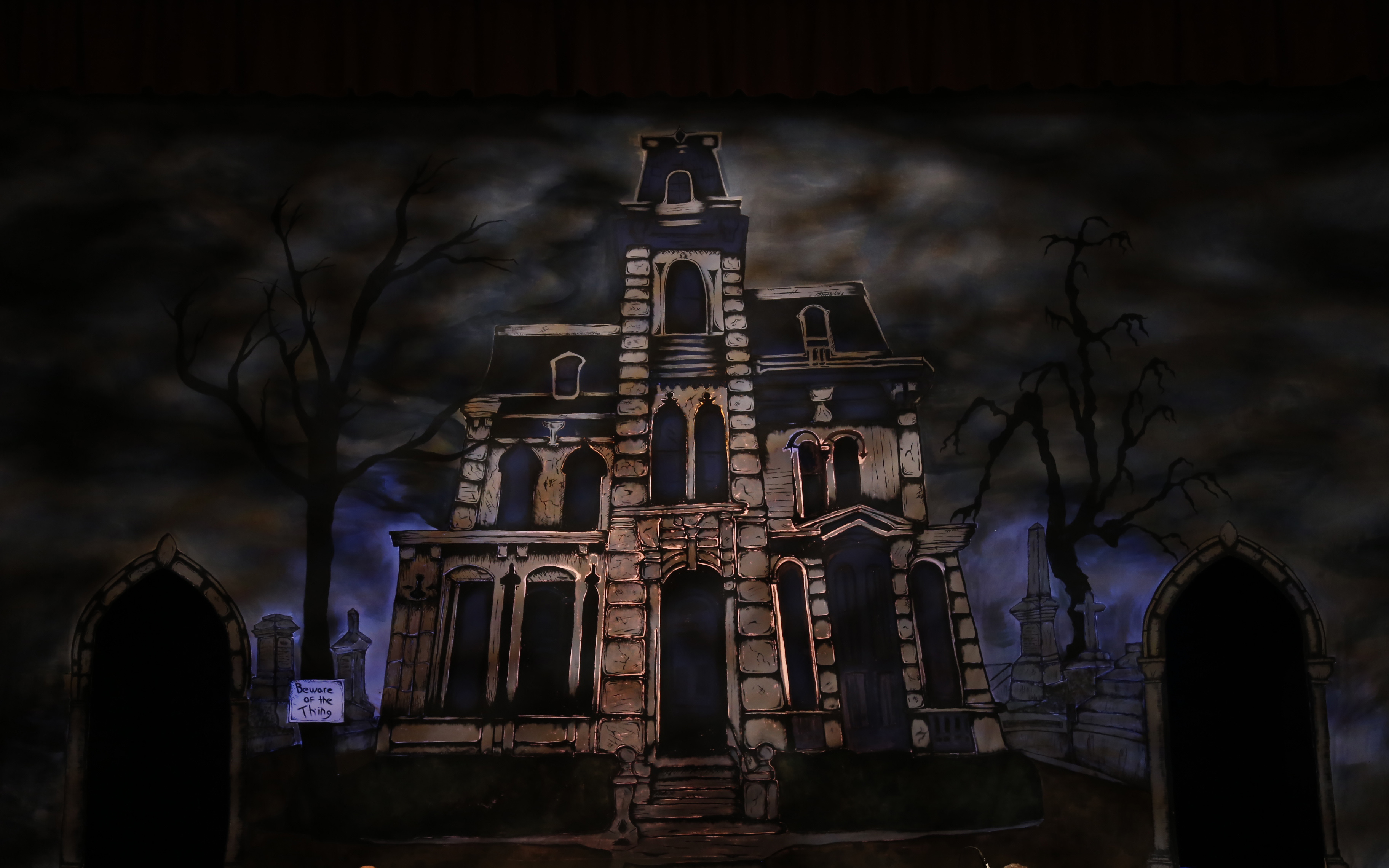
La casa degli Addams in un'edizione del musical del 2016

Gli Addams vivono in una casa caratteristica, in tipico stile gotico-vittoriano. Nelle vignette originali la casa si trova sulla Cemetery Ridge. Nella serie televisiva degli anni sessanta gli Addams vivono in una tenebrosa villa adiacente un cimitero e una palude, all'indirizzo 0001 Cemetery Lane. Per girare gli esterni della serie televisiva del 1964-1966 venne scelta una casa sita nel distretto di West Adams a Los Angeles e costruita nel 1887.
Nella serie animata del 1973 la famiglia Addams non vive in una casa, ma gira per gli Stati Uniti a bordo di un camper in stile gotico che ricorda la loro casa. Il camper è dotato di tecnologie inaspettate, ad esempio in grado di scavare un fossato una volta parcheggiato, e dall'architettura impossibile, è più grande all'interno, dotato anche di vasti sotterranei.
Per le riprese, sia in interni che in esterni, del film per la televisione del 1977 venne utilizzata una casa vittoriana del 1902, la Higgins-Verbeck-Hirsch Mansion, situata sul Wilshire Boulevard, nell'area dell'Hancock Park di Los Angeles, dato che la casa utilizzata originalmente per il pilot della serie televisiva del 1964, nel 1977 era già stata demolita.
Per il film La famiglia Addams (The Addams Family, 1991), la produzione ha voluto intraprendere una nuova strada, allontanandosi dalla serie televisiva degli anni sessanta, ripartendo direttamente dalle vignette di Charles Addams. La casa è stata costruita nello Stought Park di Burbank, Los Angeles, per permettere così a Barry Sonnenfeld di girare gli esterni con lo sfondo del cielo.
Nella serie televisiva degli anni novanta La nuova famiglia Addams (The New Addams Family), la casa della famiglia Addams si trova al 1313 Cemetery Lane.
Nel musical del 2010 la casa è sita a Central Park.

## Impatto culturale
La famiglia Addams gode di un considerevole impatto culturale sulla società occidentale e sulla sottocultura goth in particolare. Ben Cosgrove di Life ha paragonato la famiglia Addams alla famiglia Roosevelt e alla famiglia Kennedy, con le parole: «Alcuni cognomi di famiglia fanno così parte del panorama statunitense che è difficile discutere la storia del paese, i suoi alti e bassi o la sua eredità complessa e spesso contraddittoria senza menzionarli. La famiglia Roosevelt. La famiglia Kennedy. La famiglia Addams.»
Le famiglie ritratte nei programmi televisivi statunitensi degli anni cinquanta e sessanta, erano incentrati sulla classica famiglia conformista statunitense e sui valori che questa doveva divulgare. Ognuno all'interno di questa famiglia aveva i propri ruoli ben codificati: la donna aveva il compito di far da mangiare e servire con un sorriso il cibo al marito quando tornava dal lavoro, mentre i figli svolgevano diligentemente la loro attività scolastica. In omaggio al famigerato Codice Hays, in questa famiglia sembrava bandito ogni riferimento al sesso, le effusioni in pubblico erano vietate, i letti matrimoniali non esistevano, sostituiti da due letti singoli ben separati, il tutto per educare alla castità e alla morigeratezza. Quando, nel 1964, arriva la famiglia Addams in televisione, questi cliché vengono completamente scardinati, mettendo in scena "l'immagine di una famiglia tanto amorevole quanto bizzarra, capace di rielaborare il concetto stesso di famiglia legata allo stereotipo del padre impiegato e della madre casalinga", risultando tuttavia ben più unita e complice dalla famiglia conformista americana. Il loro linguaggio è divenuto immediatamente caratteristico e ben distinguibile, rendendo così i personaggi di Charles Addams delle icone.
Il personaggio di Morticia, più degli altri, è considerato un'influente icona del XX secolo. Quando appare per la prima volta in televisione a metà anni sessanta, interpretata da Carolyn Jones, Morticia rappresenta un'eccezione nell'omologata rappresentazione della donna americana - moglie e casalinga asessuata - apparendo sensuale e disinvolta e lasciando intuire esistere una soddisfacente relazione sessuale con il marito Gomez. In particolare la Morticia interpretata da Anjelica Huston viene considerata un'icona femminista, "cazzuta", sessualmente liberata e felicemente coinvolta in una relazione BDSM, oltre che libera di inseguire i propri sogni. È inoltre considerata una delle più importanti fonti di ispirazione per la sottocultura goth. Per creare il proprio personaggio di Vampira, Maila Nurmi trasse infatti ispirazione da Morticia Addams, così come appariva allora nelle vignette del periodico The New Yorker, pur essendo ancora senza nome.
Il personaggio di Mercoledì, grazie soprattutto all'interpretazione datane da Christina Ricci nei due film di Barry Sonnenfeld dei primi anni novanta, è divenuta una delle icone più conosciute e apprezzate del cinema. La Mercoledì rappresentata da Barry Sonnenfeld nei due film degli anni novanta, infatti, ne cambia radicalmente le caratteristiche, trasformandola, dall'innocua e giocosa, e tutto sommato "normale", anche se appassionata di giochi macabri, bambinetta interpretata da Lisa Loring, a un'inquietante e macabra adolescente, facendola diventare, così come la madre, un'icona goth e femminista, oltre che un simbolo di anticonformismo. Un modello di ragazza alternativa e fuori dagli schemi, orgogliosa della proprià unicità e del proprio modo di essere cupo e velatamente minaccioso. Questo anche grazie al suo aspetto, caratterizzato da lunghi capelli neri raccolti in due lunghe trecce laterali, da abiti neri e austeri, da un incarnato pallido e da una spiccata predilezione per la solitudine e per le scienze occulte. Mercoledì è inoltre l'unico personaggio della famiglia Addams che sembra avere un minimo di cognizione di ciò che la circonda, risultando intelligente e sagace, capace di mettere in crisi chi la affronti senza che venga scalfita la sua espressione seria e cupa.

## Omaggi e parodie
- Il settimanale italiano Topolino negli anni novanta ha pubblicato La Banda Bassotti e la notte dai Paperaddams (1993) e La Banda Bassotti e il ritorno dei Paperaddams (1996), due storie a fumetti scritte da Nino Russo in cui la Banda Bassotti incontra i Paperaddams, parodia della famiglia Addams i cui componenti sono perlopiù delle versioni modificate di celebri personaggi dei fumetti Disney.
- Nel lungometraggio del 2007 diretto da Edgar Wright Hot Fuzz il personaggio di Michael Armstrong, interpretato da Rory McCann, presenta molte caratteristiche in comune con il maggiordomo Lurch, in particolare il modo di rispondere solo con "Chiamatoooo".[67]
- Dal 26 al 28 ottobre 2018 a Westfields, nel New Jersey, si è tenuto il festival AddamsFest, in omaggio al disegnatore Charles Addams e ai suoi personaggi.[68] L'intera città è stata trasformata a tema famiglia Addams, con eventi, proiezioni cinematografiche, mostre, raduni in maschera, ecc.[68]
- Nel lungometraggio Chicken Park del 1994 diretto da Jerry Calà, parodia di Jurassic Park di Steven Spielberg, sono presenti le caricature di alcuni personaggi della Famiglia Addams.

## Merchandising

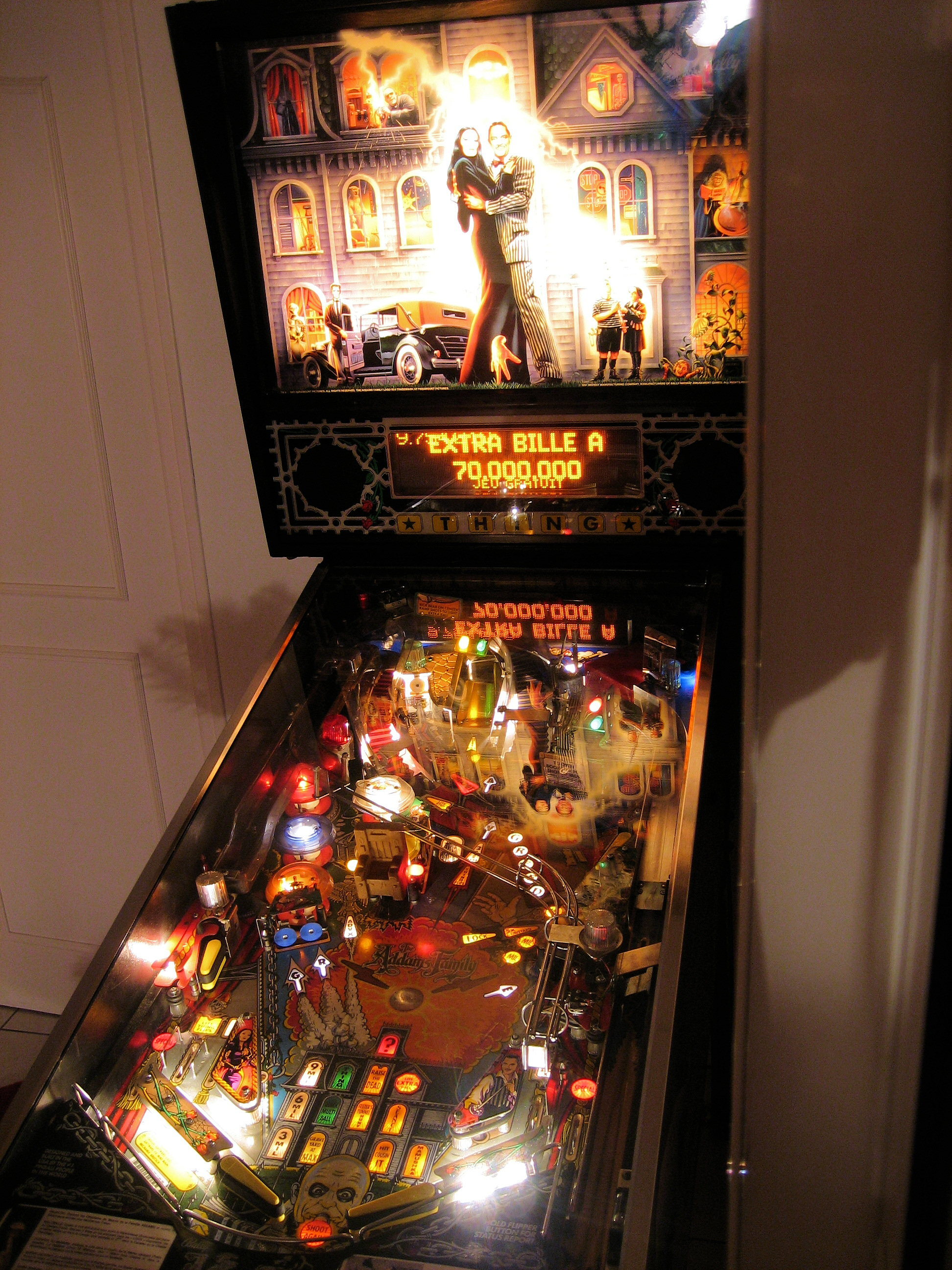
Flipper The Addams Family della Midway Games

La famiglia di Charles Addams è stata oggetto di numeroso merchandising fin dalla sua apparizione nelle vignette del quotidianio The New Yorker. Il merchandising della famiglia Addams comprende fra le altre cose giocattoli, lunchbox, giochi da tavolo, flipper, videogiochi.

### Giocattoli e modellismo
- Nel 1962, un anno prima dell'inizio della preproduzione della serie televisiva, la Aboriginals Ltd. di Manhattan, crea una linea di bambole di pezza raffigurante i personaggi della famiglia Addams disegnati da Charles Addams.[50] Addams inventa così alcuni nomi dei personaggi e con questi verranno venduti: hanno già il loro nome Morticia, Gomez e Mercoledì, per Pugsley Charles Addams non ha ancora trovato un nome e viene pertanto commercializzato come Irving, mentre la Nonna Frump verrà aggiunta alcuni mesi dopo.[50]
- Nel 1964 la ditta di kit per modellismo Aurora Plastics Corp. commercializza un kit per costruire la casa degli Addams ispirata a quella visibile nel telefilm.[69][70] La casa è in scala 1:87, si intitola The Addams Family Haunted House ("La casa degli Addams infestata"), ha il numero di catalogo 805-198 e viene originalmente venduta per 1,98 dollari.[70][71][72] Il kit, oltre ai pezzi per costruire l'edificio, contiene anche una serie di fantasmi da far sporgere dalle finestre della casa.[70] Una volta costruita la casa misura 8" (circa 20 cm) di altezza e 7" (circa 18 cm) di larghezza alla base.[70]
- Sempre nel 1964 la Filmways TV Productions Inc. realizza il salvadanaio meccanico a batteria The Thing, in cui Mano fuoriesce da una scatola nera per prelevare la moneta inserita nell'apposito alloggiamento.[72]
- Nel 1965 la Sawyer's, la ditta fotografica di Portland nell'Oregon che all'epoca detiene il marchio View-Master, in seguito di proprietà della Mattel, produce il set di 3 dischetti di diapositive stereoscopiche a colori (lo show viene invece trasmesso in bianco e nero) B486, contenente immagini tratte da un episodio della serie televisiva La famiglia Addams, più precisamente il tredicesimo episodio della seconda stagione Portrait of Gomez, distribuito in italiano con il titolo Ritratto di Gomez.[73][74][75]
- Nel 1967 la Poynter Products Inc. di Cincinnati commercializza la lampadina Uncle Fester’s Mystery Light Bulb ("la lampadina misteriosa di Zio Fester").[72] La lampadina, alimentata da una batteria stilo AA, si accende chiudendo il circuito tra la base e la vita della lampadina stessa, grazie a un anello in dotazione, che può essere inserito anche in bocca, simulando di generare energia elettrica con il corpo come faceva lo Zio Fester nel telefilm.[72]
- Nel 1974 la King-Seeley Thermos Co. realizza il lunchbox The Addams Family, con un'immagine ispirata alla serie animata La famiglia Addams del 1973.[72]
- Nel 1992 la Playmates realizza una serie di action figure ispirate ai personaggi della coeva serie televisiva animata.[76][77] I personaggi prodotti, abbigliati con indumenti molto colorati, a differenza dei fumetti originali, sono: Morticia, Gomez, Pugsley, Zio Fester, Nonna e Lurch. Ogni personaggio, venduto separatamente in blister, è abbinato a una differente versione di Mano.[76][77] Per la linea vengono anche annunciate, ma mai prodotte, le figure di Mercoledì, il Cugino Itt e una versione di Mano snodabile della stessa dimensione degli altri personaggi.[76][77]
- Nel 2000 la Mattel realizza per la serie Collector Edition della linea Barbie, edizione The Addams Family, comprendente una Barbie "Morticia" e un Ken "Gomez" ispirati ai personaggi della serie televisiva del 1964.[78]
- Sempre nel 2000, per la serie del 1998 La nuova famiglia Addams, vengono realizzate alcune figure fosforescenti, che brillano al buio, dalla ditta francese Zavico. L'unico blister prodotto contiene le statuine di Mercoledì che regge un'ascia, Morticia con le braccia alzate, Fester e Mano, quest'ultimo fuori scala, essendo della stessa dimensione delle altre figure. Queste mini figure vengono distribuite anche in versione portachiavi.
- Nel 2019 Department 56 realizza il set The Addams Family Village ispirato ai fumetti di Charles Addams.[79] Il set comprende: la casa degli Addams, Cancello, le ringhiere per circondare la casa e il giardino, la cripta della famiglia Addams; i personaggi di: Morticia, Gomez, Zio Fester con una lampadina accesa in bocca, Mercoledì e Pugsley che giocano con una ghigliottina, Nonna, Lurch che regge un vassoio con il tè, il Cugino Itt, con i quali poter realizzare un diorama che ritrae tutta la famiglia con sullo sfondo la casa.[79]
- Nel febbraio 2019 la Funko realizza una serie di action figure nella linea Pop rappresentati i personaggi del telefilm degli anni sessanta: Morticia, Gomez, Zio Fester, Mercoledì, Pugsley, il Cugino Itt e Lurch.[80] Vengono realizzate inoltre alcune edizioni speciali di Zio Fester con la lampadina in bocca e di Gomez che stringe la spada.[80] Altre figure vengono realizzate in bianco e nero: la coppia Morticia e Gomez e Mercoledì.[80][81]
- Sempre nel 2019 la Cuddle Barn commercializza una linea di pupazzi in stoffa di varie dimensioni raffiguranti i personaggi del nuovo film di animazione del 2019 La famiglia Addams.[82][83] Per la linea vengono realizzati i pupazzi di: Morticia, Gomez, Mercoledì, Pugsley, Zio Fester e Lurch.[82][83] Le bambole di pezza vengono presentate al Toy Fare 2019, che si tiene in febbraio a New York.[82][83]
- Ancora nel 2019 la Mezco realizza alcune action figure da 10 cm con 5 punti di articolazione (comunemente definiti nel gergo del collezionismo 5 Points o 5POA) raffiguranti i personaggi del film di animazione del 2019: Morticia, Gomez, Mercoledì, Pugsley, Lurch, il Cugino Itt, lo Zio Fester, la Nonna e Mano.[82][84][85][86] Queste action figure vengono distribuite in coppia: Gomez & Morticia, Mercoledì & la Nonna, Pugsley & Zio Fester, Lurch & il Cugino Itt, ogni coppia contiene inoltre una differente versione di Mano.[84][85] Anche questi giocattoli vengono presentati al Toy Fare 2019 e commercializzati ufficialmente a partire dall'11 ottobre dello stesso anno in pre-ordine: saranno distribuiti a partire da aprile 2020.[82][84][85]
- L'11 settembre 2019 la Funko annuncia la distribuzione di una serie di action figure con i personaggi del nuovo film di animazione: Morticia, Gomez, Mercoledì, Pugsley, Zio Fester e Lurch.[87]
- Per Halloween 2019 vengono realizzate maschere e costumi con i personaggi del film in animazione.
- La casa di giocattoli Mezco Toyz sta commercializzando per la sua linea di bambole Living Dead Dolls, l'intera famiglia Addams in una versione da 25 cm, in confezioni di coppie di personaggi. La prima coppia uscita sono stati Morticia e Gomez,[88] mentre la seconda uscita, prevista tra aprile e giugno 2022, sarà composta dallo Zio Fester e dal Cugino Itt.[89]
- Nel 2022 la casa di giocattoli statunitense Mego, celebre fin dagli anni settanta per le sue action figure da 8" di supereroi DC e Marvel, di personaggi di film e serie televisive, in particolare la serie classica di Star Trek, Il pianeta delle scimmie, ecc., ha annunciato una nuova linea di mini figure da 4,75" (circa 12 cm), chiamata Minix, in cui verranno commercializzati i personaggi della serie televisiva diretta da Tim Burton Mercoledì, per primi i personaggi di Mercoledì e di Morticia.[90]
- Nel 2022 la Funko ha realizzato nella sua linea di action figure Pop!, una versione di Mercoledì Addams, con numero di catalogo 1309, ispirata al personaggio protagonista della serie televisiva Mercoledì.[91]
- Sempre nel 2022 la Mezco Toyz ha annunciato l'uscita di una bambola nella sua linea Living Dead Dolls ispirata alla Mercoledì della medesima serie televisiva.[92]
- Nello stesso anno, anche la Mego, storica casa di giocattoli statunitense di action figures da 8" di personaggi tratti da fumetti e serie televisive, nell'annunciare l'uscita della nuova linea di mini figure Minix, ha informato che la stessa comprenderà anche i personaggi di Morticia e Mercoledì tratti da questa serie.[93]

### Giochi da tavolo
- Nel 1964 la Ideal Toy Company commercializza il gioco da tavolo The Addams Family Game, che ritrae sulla scatola i personaggi della famiglia Addams interpretati dagli attori del telefilm.[72][94][95] Può essere giocato da un minimo di 2 a un massimo di 6 giocattoli e presenta un tabellone su cui i personaggi possono muoversi attraverso vari percorsi, con carte da pescare con risultati favorevoli o sfavorevoli.[72][94][95]
- Sempre nel 1964 la Milton Bradley produce il gioco di carte The Addams Family Card Game, che si basa sul gioco della morra cinese. Scopo del gioco è infatti quello di catturare più carte possibili all'avversario.[96] Le carte vengono distribuite tutte ai giocatori presenti; il primo giocatore scopre la prima carte e così gli altri; chi ha la carta più alta prende tutte le carte scoperte.[96] Gomez prende Morticia, Morticia prende Mercoledì e Pugsley, i bambini prendono Gomez, Lurch e lo Zio Fester prendono qualsiasi altra carta.[96]
- Nel 1974 la Milton Bradley commercializza il gioco da tavolo The Addams Family, ispirato alla serie televisiva animata La famiglia Addams del 1973.[97] Scopo del gioco è rimanere vicini al sito del camper della famiglia Addams, ma se si vince si perde, infatti obiettivo del gioco è perdere.[97]
- Nel 1991 la Pressman produce il gioco da tavolo The Addams Family Family Reunion Game, collegato al film La famiglia Addams dello stesso anno, per da 2 a 6 giocatori.[98] Obiettivo del gioco è mettere assieme quattro ospiti da portare alla festa e un segnalino per il cibo. Per raggiungere l'obiettivo si deve viaggiare attorno alla casa degli Addams, imbattendosi in varie situazioni.[98]
- Lo stesso anno, ancora la Pressman, realizza anche il gioco di carte The Addams Family: Find Uncle Fester!, sempre legato al film del 1991.[99] Scopo del gioco è quello di raccogliere le carte raffiguranti tutti i membri della famiglia Addams: Gomez, Morticia, Lurch, Pugsley, Mercoledì, Mano e zio Fester, ma di quest'ultimo c'è una sola carte, il che complica la riuscita del gioco. Inoltre non si puù vincere se si ha in mano la carta di Tully Alford.[99]
- Nello stesso periodo la BMI Games commercializza il gioco da tavolo The Addams Family, anch'esso collegato al film La famiglia Addams del 1991, per da 2 a 6 giocatori.[100] Scopo del gioco è fare il giro del tabellone, arrivando per primi a mettere il segnalino sulla lapide.[100]
- Nel 1992 la Pressman distribuisce il gioco da tavolo The Addams Family Creepy Mansion Action Game, collegato alla serie animata La famiglia Addams dello stesso anno.[100] Scopo del gioco è arrivare per primi in vetta alla casa degli Addams, facendo scalare al proprio segnalino - raffigurante uno degli Addams tra Morticia, Gomez, Mercoledì e Pugsley - i vari piani della casa di plastica, pieni di trappole e ostacoli.[100]

### Giochi a gettone

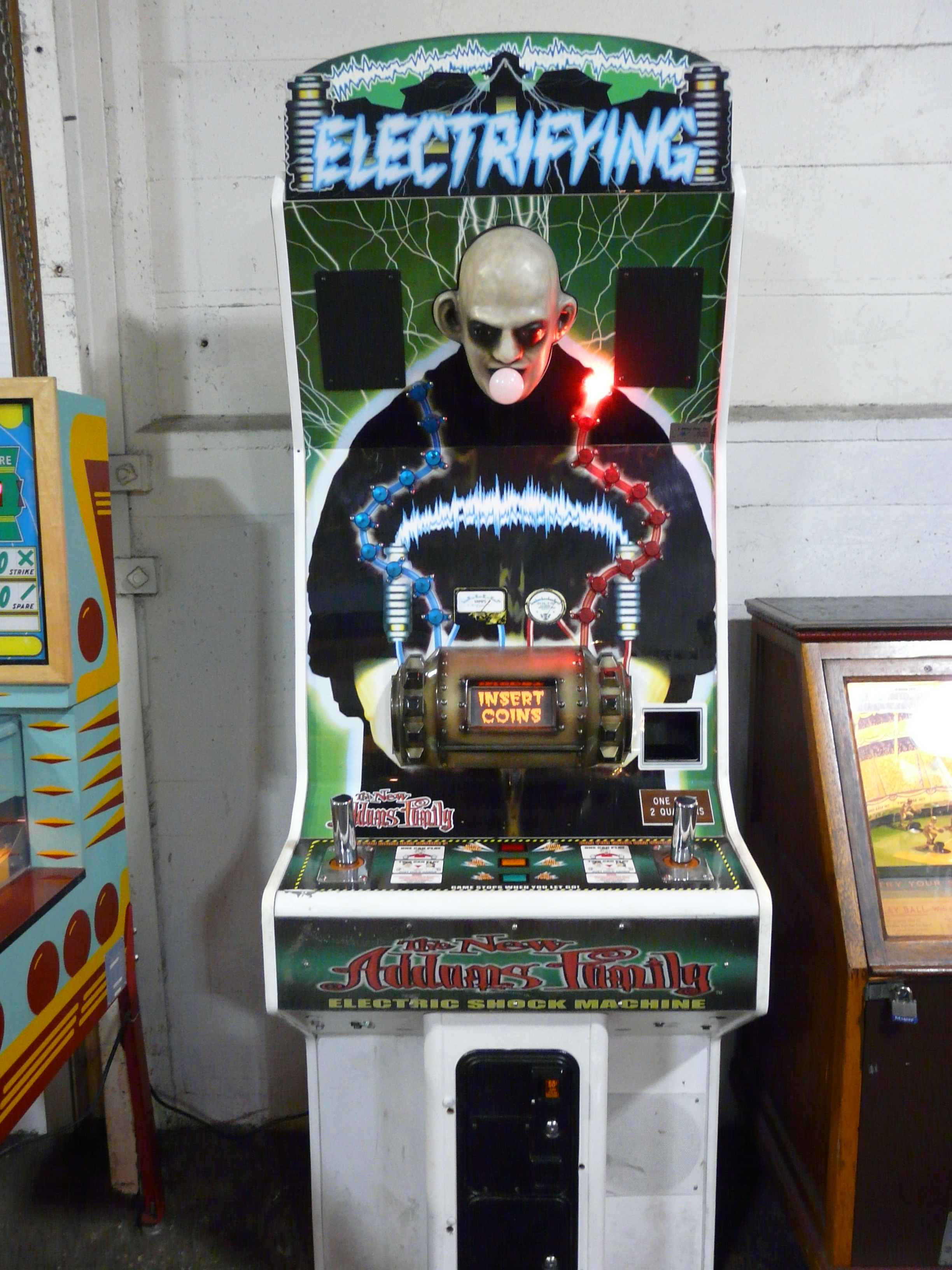
Il gioco da sala The New Addams Family Electric Shock Machine

- Nel 1992 la Midway Games ha realizzato il flipper The Addams Family, ispirato al film La famiglia Addams dell'anno precedente e con suoni provenienti dalla pellicola.[101] Si tratta del flipper più venduto della storia, con 20270 esemplari venduti[2][3]
- Nel 1999 Nova Productions ed Eurocom hanno realizzato il gioco Arcade The New Addams Family Electric Shock Machine, il gioco consiste nell'afferrare due "elettrodi" con entrambe le mani. Avviato il gioco si sceglie un livello di intensità (Low, Medium o High) e si chiude il contatto dell'elettricità. Se la lampadina nella bocca di Zio Fester si illumina, allora si riceve una "scossa" (in realtà le manopole vibrano solamente) e si ottiene un punteggio.

### Videogiochi
- Fester's Quest (NES - 1989) è un ibrido tra un videogioco d'avventura e uno sparatutto, basato sulla serie degli anni sessanta La famiglia Addams.
- The Addams Family (PC Engine - 1991) è un platform-sparatutto ispirato al film La famiglia Addams.
- The Addams Family (Mega Drive, SNES, Amiga, Atari ST, NES, Game Gear, Master System, Game Boy, Amstrad CPC, Commodore 64, Sinclair ZX Spectrum - 1992) è un platform ispirato al film La famiglia Addams; sebbene si controlli sempre Gomez, le versioni per le varie piattaforme differiscono molto.
- The Addams Family: Pugsley's Scavenger Hunt (SNES, Game Boy, NES - 1993) è un platform basato sulla seconda serie animata.
- Addams Family Values (SNES, Mega Drive - 1995) è un action RPG liberamente ispirato al film La famiglia Addams 2.
- The New Addams Family Series (Game Boy Color - 2001) è un'avventura ispirata alla serie televisiva La nuova famiglia Addams.
- The Addams Family Mystery Mansion (android, iOS - 2019) è un'avventura ispirata al film animato La famiglia Addams.[102]

## Libri

### Libri sulle vignette di Charles Addams
- Charles Addams, Gli Addams. L'album di famiglia dei simpatici mostri che vorreste avere per vicini di casa, Milano, Milano Libri Edizioni, 1966, ISBN non esistente.
- H. Kevin Miserocchi, La famiglia Addams. Una storia diabolica [The Addams Family: An Evilution], illustrazioni di Charles Addams, Logos Edizioni, 2011  [2010], ISBN 9-788857-600635.

### Trasposizioni letterarie
- (EN) Jack Sharkey, The Addams Family, Pyramid Books, 1965.
- (EN) W.F. Miksch, The Addams Family Strikes Back, Pyramid Books, 1965.
- (EN) Caroline Thompson, Larry Wilson e Elizabeth Faucher, The Addams Family, Scholastic, 1991.
- (EN) Ann Hodgman, Ann Hodgson e Ruth Ashby, Addams Family Values, Minstrel Books, 1993, ISBN 0671880012.
- Calliope Glass, La famiglia Addams. Il romanzo del film, HarperCollins Italia, 2019.

### Fumetti
Tra il 1974 e il 1975 la Gold Key Comics pubblica tre volumi della serie The Addams Family ispirati alla serie animata del 1973. Ogni volume contiene la versione in fumetto di un episodio della serie.
- (EN) In search of the Boola-Boola, in The Addams Family, n. 1, Gold Key Comics, ottobre 1974.
- (EN) The Addams Family falls in love with the Central Park and decides to buy out New York City, in The Addams Family, n. 2, Gold Key Comics, gennaio 1975.
- (EN) They the weirdest! The Addams Family rock group... left in the Lurch, in The Addams Family, n. 3, Gold Key Comics, aprile 1975.

### Altri
- Vic Mizzy e Lissy Marlin, La famiglia Addams. Il picture book., HarperCollins Italia, 2019.
- Calliope Glass e Alexandra West, La famiglia Addams. La biblioteca di Mercoledì. Deliziose citazioni macabre e cupe storie gotiche scelte da una ragazza lugubre, traduzione di Ilaria Katerinov, Milano, HarperCollins, 2019, ISBN 978-8-86-905718-2, OCLC 1154491697.

## Filmografia

### Cinema
- La famiglia Addams (The Addams Family), regia di Barry Sonnenfeld (1991)
- La famiglia Addams 2 (The Addams Family Values), regia di Barry Sonnenfeld (1993)
- La famiglia Addams (The Addams Family), regia di Conrad Vernon e Greg Tiernan (2019)
- La famiglia Addams 2 (The Addams Family 2), regia di Greg Tiernan, Laura Brousseau e Kevin Pavlovic (2021)

### Televisione
- La famiglia Addams (The Addams Family) - serie TV (1964-1966)
- Speciale Scooby (The New Scooby-Doo Movies) - serie animata, episodio 1x03 (1972)
- The Addams Family Fun-House - show musicale televisivo (1973)
- La famiglia Addams (The Addams Family) - serie animata (1973)
- Halloween con la famiglia Addams (Halloween with the New Addams Family), regia di David Stainmetz - film TV (1977)
- La famiglia Addams (The Addams Family) - serie animata, 22 episodi (1992)
- La famiglia Addams si riunisce (Addams Family Reunion), regia di Dave Payne - film TV e direct-to-video (1998)
- La nuova famiglia Addams (The New Addams Family) - serie TV (1998-1999)
- Mercoledì (Wednesday) - serie TV (2022)

## Teatro
- La famiglia Addams, di Andrew Lippa (2010)

## Discografia parziale

### Album
- 1965 - Vic Mizzy Original Music from The Addams Family (colonna sonora della serie televisiva La famiglia Addams)
- 1991 - Marc Shaiman The Addams Family (Motion Picture Soundtrack) (colonna sonora del film La famiglia Addams)
- 1993 - Marc Shaiman Addams Family Values (The Original Orchestral Score) (colonna sonora del film La famiglia Addams 2)
- 1993 - AA.VV. Addams Family Values (Music from the Motion Picture) (colonna sonora del film La famiglia Addams 2)
- 2010 - Nathan Lane, Bebe Neuwirth The Addams Family (Original Broadway Cast Recording) (colonna sonora dell'edizione di Broadway del musical The Addams Family)
- 2022 - Danny Elfman e Chris Bacon Wednesday (colonna sonora della prima stagione della serie televisiva Mercoledì)

### Singoli
- 1964 - Vic Mizzy, his Orchestra and Chorus Main Theme The Addams Family (colonna sonora della serie televisiva La famiglia Addams)
- 1965 - Ted Cassidy The Lurch
- 1991 - MC Hammer Addams Groove (colonna sonora del film La famiglia Addams)
- 1993 - Tag Team Addams Family (Whoomp!)